# Robert d'Harcourt
Pour l’article homonyme, voir Robert Ier d'Harcourt.
Gabriel Henri Marie Robert d'Harcourt, né le 23 novembre 1881 à Lumigny et mort le 18 juin 1965 à Pargny-lès-Reims, est un intellectuel catholique français, germaniste, essayiste et résistant.

## Biographie
Deuxième fils et quatrième enfant du comte Pierre d'Harcourt et d'Adélaïde-Alix de Mun. Il est le neveu de l'homme politique catholique et académicien Albert de Mun, demi-frère de sa mère, ainsi que celui de François d'Harcourt, 9e duc d'Harcourt.
Élevé dans un milieu aristocratique, il est éduqué par des précepteurs, clercs puis laïcs, jusqu'au baccalauréat. Il est étudiant à partir de 1900 à l'Institut catholique de Paris, d'où il sort licencié en lettres classiques (1902), en histoire (1903) et en allemand (1905). Il prépare ensuite une thèse de doctorat sur le poète et romancier suisse Conrad Ferdinand Meyer, soutenue en Sorbonne en 1912. Une de ses tantes, Jeanne de La Tour du Pin, lui lègue une ferme dans le Nivernais en 1906 ; cet héritage lui permet de financer ses séjours en Allemagne et en Autriche.
Son premier engagement date de février 1906, au temps de la querelle des inventaires qui suit la loi de séparation des Églises et de l'État de 1905 ; à 24 ans, ce catholique pratiquant est brièvement arrêté avec son frère aîné Joseph lors de l'inventaire de la basilique Sainte-Clotilde de Paris, puis arrêté à nouveau, inculpé de voies de fait pour avoir lancé des projectiles sur des pompiers du haut d'un confessionnal de l'église Saint-Pierre-du-Gros-Caillou ; il est condamné à 6 mois de prison avec sursis. Il milite ensuite à l'Action française et préside sa section du 11e arrondissement de Paris avant la Première Guerre mondiale.
Il épouse en juillet 1912 la fille du prince Pierre de Riquet de Caraman-Chimay, la comtesse Ghislaine de Caraman-Chimay (9 juillet 1894 - 17 mai 1965).
À l'été 1914, alors qu'il avait été réformé en raison de sa myopie prononcée, il se met à disposition de l'état-major du général d'armée Léon Durand avec son automobile. Une fois la guerre de mouvement terminée, il se porte volontaire pour servir dans la 21e compagnie du 325e régiment d'infanterie commandée par son ami Jacques Cochin. Il porte le grade de sergent. Il est fait prisonnier en février 1915 lors d'une offensive de son régiment visant à reprendre le Xon, une hauteur qui domine Pont-à-Mousson, et tente par trois fois de s'évader. Il reçoit la croix de guerre, la médaille militaire et la Légion d'honneur et conserve de cette guerre une balafre au bas de son visage, issue d'une blessure à la mâchoire en 1915, et le bras droit en écharpe, à la suite de sa troisième tentative d'évasion en 1917.
Il préside à nouveau la section d'AF du 11e arrondissement après la guerre, durant l'année 1919. Ses souvenirs de captivité paraissent dans les pages de la Revue universelle puis sont publiés en 1922 par la Nouvelle librairie nationale, liée à l'AF. La condamnation pontificale de l'AF et le refus des dirigeants royalistes et nationalistes de se plier aux pressions de la hiérarchie de l'Église catholique l'amènent à rompre avec l'AF, mais sans renier son ancien engagement, son « idéal politique » royaliste et sa fidélité au prétendant au trône de France, et en soulignant son admiration pour l'enseignement de Charles Maurras.
Cet aristocrate enseigne à partir de 1920 la langue et la littérature germaniques à l'Institut catholique de Paris, jusqu'à sa retraite en 1957. Il est professeur titulaire de la chaire de cet enseignement en 1925. Il poursuit ses séjours en Allemagne et en Autriche.
Sa connaissance de l'Allemagne le conduit à dénoncer dès 1933 le caractère néfaste du régime nazi dans de nombreux articles, de revues (Études, Revue des Deux Mondes) et de journaux, comme La Croix, L'Écho de Paris, Le Correspondant, ou Le Figaro. En avril 1933, il donne à La Revue des Deux mondes un article sur « la terreur hitlérienne ». En 1936, il publie L'Évangile de la force, son ouvrage le plus célèbre, dans lequel il s'élève notamment contre l'embrigadement des jeunes Allemands au sein des mouvements nazis et il souligne l'incompatibilité radicale entre l'idéologie raciste nazie et le christianisme. Il donne également des conférences sur l'Allemagne d'Hitler. Il dénonce le catholique Franz von Papen et le cardinal archevêque de Vienne Theodor Innitzer qui accueillit favorablement l'Anschluss. Il collabore à la fin des années 1930 au quotidien L'Époque d'Henri de Kérillis et soutient ce dernier dans sa croisade contre le danger hitlérien et les accords de Munich de 1938 :

« Je tenais à vous dire mon admiration sans réserve pour vos magnifiques et généreux articles, pleins de flamme et de vérité vengeresses, réconfort quotidien pour quiconque sent encore « français » … Au milieu de toute la presse conservatrice, L’Époque aura été le seul journal fidèle à la ligne de l’honneur (qui coïncidait de si éclatante manière avec l’intérêt français). »

Il a écrit dans ce journal après ces accords :

« La faute la plus grave de beaucoup d'hommes de droite : ils paraissent se résigner à laisser le patriotisme, ou du moins l'expression du patriotisme, glisser à gauche. (…) La position de la paix à tout prix, si elle nous vaut des bulletins, nous fait perdre le seul titre que l'on pouvait difficilement contester aux partis conservateurs : la fierté patriotique et la générosité devant la perspective du sacrifice. »

Durant l'Occupation, Robert d'Harcourt devient une des figures de la résistance intellectuelle en s'engageant dans la presse clandestine, Témoignage chrétien et Défense de la France, et en publiant tracts et brochures, telles ses Lettres à la jeunesse française, à partir de 1941, imprimées à ses frais et publiées sous le pseudonyme H. B. (Harcourt-Beuvron),. Son fils aîné, Pierre, est arrêté et emprisonné en 1941, son deuxième fils, Charles, en 1943 et ces deux résistants sont déportés au camp de concentration de Buchenwald. Son frère ainé, Joseph, est quant à lui mort en 1940 durant la campagne de France.

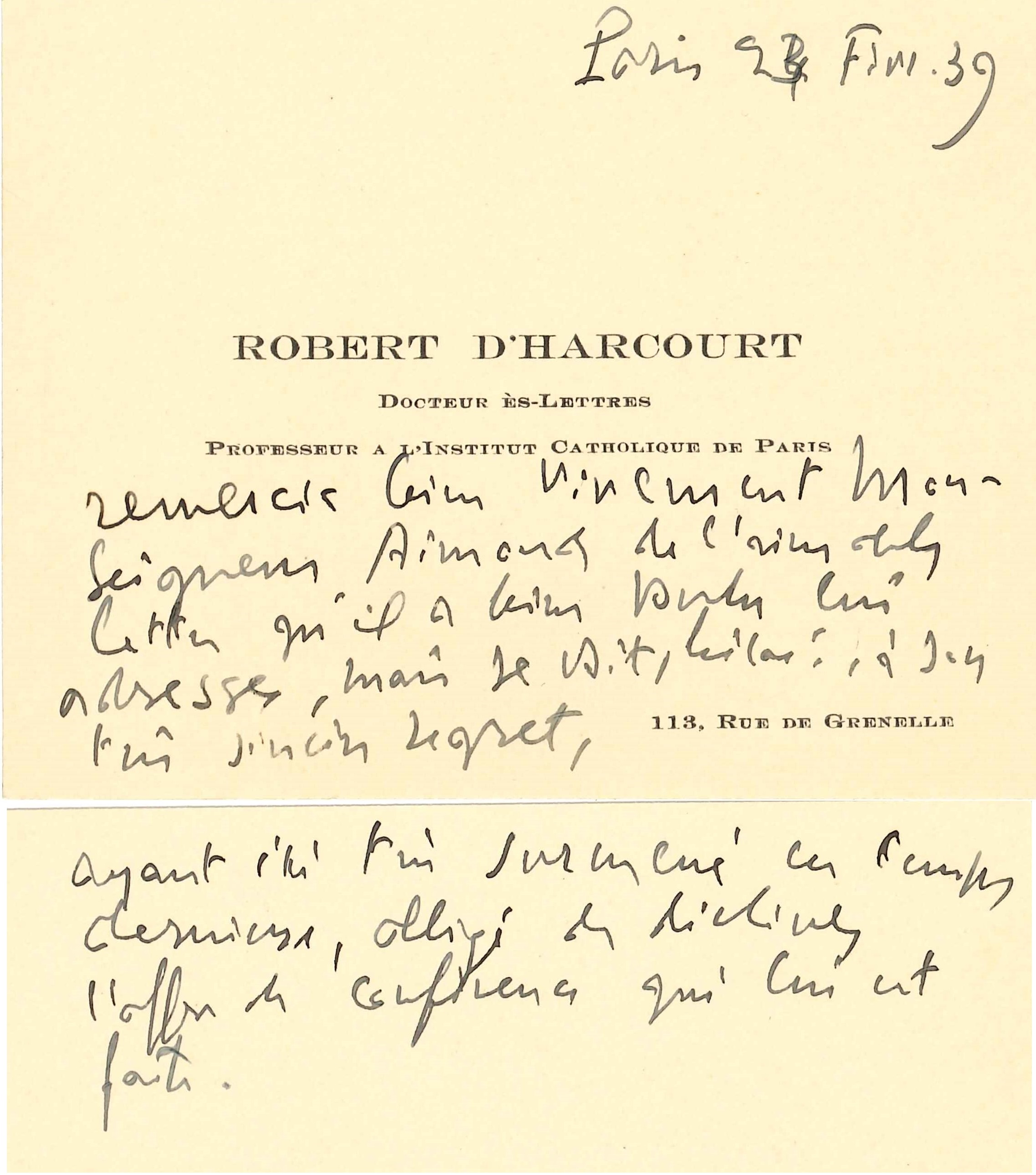
Carte de visite manuscrite de Robert d’Harcourt (1881–1965), intellectuel catholique français.

Avec Ernest Seillière, Jean Tharaud, René Grousset et Octave Aubry, il est une des cinq personnes élues le 14 février 1946 à l'Académie française lors de la première élection groupée de cette année visant à combler les très nombreuses places vacantes laissées par la période de l'Occupation. Il est reçu le 28 novembre 1946 par Georges Grente, archevêque du Mans et académicien, au fauteuil 14, celui du maréchal Louis Franchet d’Espèrey.
Il collabore au quotidien démocrate-chrétien L'Aube, à la Revue de Paris, à l'hebdomadaire Carrefour, en tant que spécialiste de l'Allemagne.
Il préconise très tôt la réconciliation franco-allemande. Il est membre du conseil d'administration d’un club de réflexion international, conservateur et chrétien, fondé à Munich en 1951, la Abendländische Akademie (Académie occidentale) aux côtés de personnalités surtout allemandes liées à la CDU/CSU, et de quelques autres personnalités françaises, catholiques (Paul Lesourd, également professeur à l’Institut catholique, Gabriel Marcel) ou protestantes (René Gillouin).
Il est aussi membre du comité national de l'Amitié judéo-chrétienne, présidé par Jacques Madaule, et cosigne un de ses textes en 1953, déplorant « certains procédés qui ont été employés pour éviter de rendre des enfants à leur famille », à l'occasion de l'affaire Finaly.
Il cosigne en 1954 une déclaration en faveur de la Communauté européenne de défense (CED). Dans le contexte de la guerre d'Algérie, il cosigne en 1960 le Manifeste des intellectuels français pour la résistance à l'abandon.
Le comte Robert d'Harcourt, mort le 18 juin 1965 peu de temps après sa femme, repose au cimetière de Pargny-lès-Reims.

## Distinctions
- Commandeur de la Légion d'honneur par décret du 12 juillet 1961
  - Chevalier, à titre militaire, par décret du 12 juillet 1935
  - Officier par décret du 8 novembre 1949[33]
- Médaille militaire, avec palme (citation à l'ordre de l'armée), le 3 octobre 1918[33]
- Croix de guerre 1914–1918, avec deux étoiles de vermeil (deux citations à l'ordre du corps d'armée)[33]

## Hommage
- Une rue porte son nom à Pargny-lès-Reims.

## Publications
- C. F. Meyer, sa vie, son œuvre (1825-1898), 1913
- Souvenirs de captivité et d'évasions 1915-1918, 1922  — Prix Marcelin Guérin de l’Académie française en 1923
- La Jeunesse de Schiller, 1928 — Prix Bordin de l’Académie française en 1929
- L'Éducation sentimentale de Goethe, 1931
- Goethe et l'Art de vivre, 1935 — Prix Bordin de l’Académie française en 1936
- L'Évangile de la force, le visage de la jeunesse du IIIe Reich, 1936  — Réédité en 2021 chez Perrin (coll. « Tempus ») par son arrière-petit-fils, le comte Jean de La Rochefoucauld (notes et préface) (ISBN 978-2-262-08753-1)
- Catholiques d'Allemagne, 1938
- Le Nazisme peint par lui-même, 1946
- Les Allemands d'aujourd'hui, 1948
- La Religion de Goethe, 1949
- Visage de l'Allemagne actuelle, 1950
- L’Allemagne est-elle inquiétante ?, 1954
- Konrad Adenauer, 1955
- L'Allemagne d'Adenauer, 1958
- L'Allemagne et l'Europe, Allemagne européenne, 1960
- L'Allemagne, d'Adenauer à Erhard, 1964

- Traducteur de L'Esprit de la liturgie, de Romano Guardini, Paris, Plon, 1930, original allemand en 1918.